# Тобваан Кирибати
Тобваан Кирибати (кириб. Tobwaan Kiribati Party, англ. Embracing Kiribati Party) — политическая партия в Кирибати.

## История
Партия была создана в январе 2016 года в результате слияния партии «Маурин Кирибати» и Объединённой коалиционной партии. Обе партии выиграли 19 из 45 избранных мест в Палате собрания на парламентских выборах в 2015—2016 годах, а Театао Теаннаки, член партии и бывший президент Кирибати, впоследствии был избран в Ассамблею спикером Палаты собрания. Он выдвинул Танети Маамау своим кандидатом на президентских выборах 2016 года, на которых Мамаау победил, набрав около 60 % голосов.
В ноябре 2019 года, после переключения дипломатических отношений с Тайваня на Китай, председатель партии Бануэра Берина основал оппозиционную партию «Кирибати Моа», в которую вошли 13 депутатов. В мае 2020 года Текееа Тарати Текееуа Тарати был назначен председателем «Тобваан Кирибати».